# Comuna Pojarkî, Rojîșce
Pojarkî (în ucraineană Пожарки) este o comună în raionul Rojîșce, regiunea Volînia, Ucraina, formată din satele Olenivka și Pojarkî (reședința).

## Demografie
Componența lingvistică a satului Pojarkî
     Ucraineană (98,96%)
     Alte limbi (0,94%)
Conform recensământului din 2001, majoritatea populației satului Pojarkî era vorbitoare de ucraineană (98,96%), existând în minoritate și vorbitori de alte limbi.